# Ураган (броненосная лодка)
«Ураган» — однобашенный броненосец береговой обороны Российского императорского флота, головной в серии броненосцев типа «Ураган». Построен по «Мониторной кораблестроительной программе» 1863 года.
До 15 мая 1869 года был классифицирован как броненосная башенная лодка, после переклассифицирован как монитор, а в 1892 году как броненосец береговой обороны II ранга. Далее перестроена в несамоходную угольную баржу и 1903 года именовалась баржа № 39, позже баржа № 52, с 1914 года баржа № 325.

## Проект
Броненосная лодка построена на основе чертежей Северо-Американского башенного монитора Passaic конструктора Джона Эриксона, доработанных в модельной мастерской Петербургского порта Корпуса инженер-механиков флота капитаном Н. А. Арцеуловым. По этим чертежам предусматривалось строительство 10 однобашенных броненосных лодок для защиты Финского залива.

## Строительство и испытания

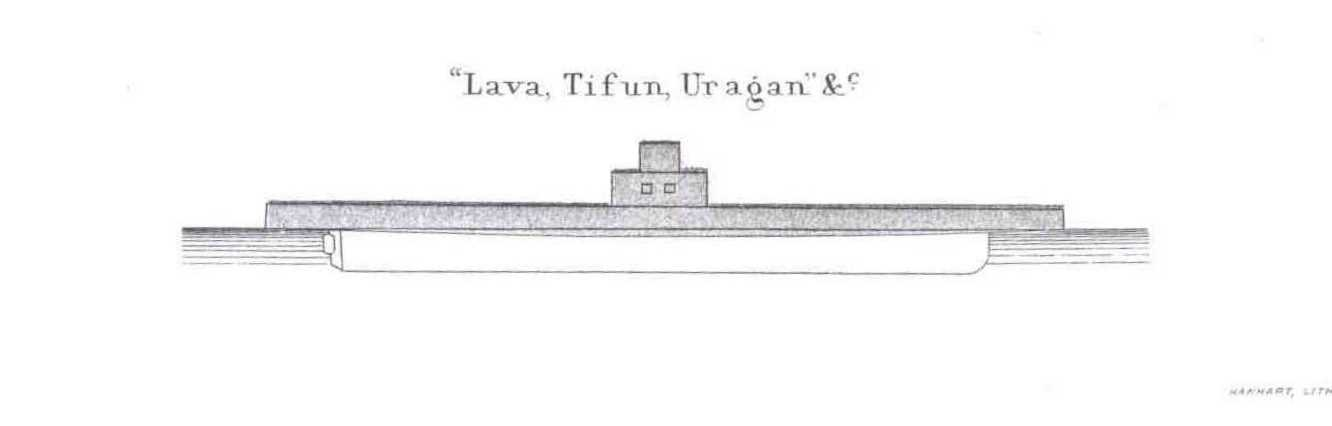
Схема

Для ускорения постройки и ввода в строй всех лодок серии, они были заложены как на казённых заводах, так и по подряду на частных верфях Санкт-Петербурга. Их постройка шла ускоренными темпами, в том числе и ночью, и всего за год (1864—1865) они все были построены. Руководил постройкой инженер Н. А. Арцеулов, а после его смерти — Н. Г. Коршиков, X. В. Прохоров и другие.
По строительству всей серии лодок Кораблестроительный департамент назначил целую комиссию ответственных лиц: инженер-механик штабс-капитан А. Д. Приббе наблюдал за изготовлением механизмов, капитан-лейтенант Н. А. Фесун (первый командир «Урагана») за вооружением и снабжением, капитан-лейтенант И. П. Белавенец занимался установкой компасов, капитан-лейтенант И. Ф. Лихачёв осуществлял общее наблюдение за строительством.
Резка металла и подготовительные работы по строительству начались 26 июня 1863 года. «Ураган» зачислена в списки судов Балтийского флота 26 августа 1863 года. Официальная закладка прошла 19 ноября 1863 года в эллинге Нового адмиралтейства. Спуск на воду состоялся 15 мая 1864 года.
1 октября 1864 года «Ураган» и «Броненосец» вместе перешли из Петербурга в Кронштадт под буксирами, позже пришёл «Латник» под собственными парами, а 6 числа пришел «Тифон». Здесь приступили к окончательным работам по отделке. После установки главных механизмов, 30 октября «Ураган» вышел на восточный рейд для пробы машин.
19 мая 1865 года на Кронштадтском рейде были произведены испытания поворотливости «Урагана». Во время двух поворотов, которые он сделал при 6-узловом ходе (15 фунтов пара и 55 оборотов винта), были следующие результаты: лево на борт 32°, продолжительность поворота 5 минут 30 секунд; право на борт 46°, продолжительность поворота 4 минуты 52 секунды. 31 мая 1865 года лодка принята в состав Балтийского флота.

## Конструкция

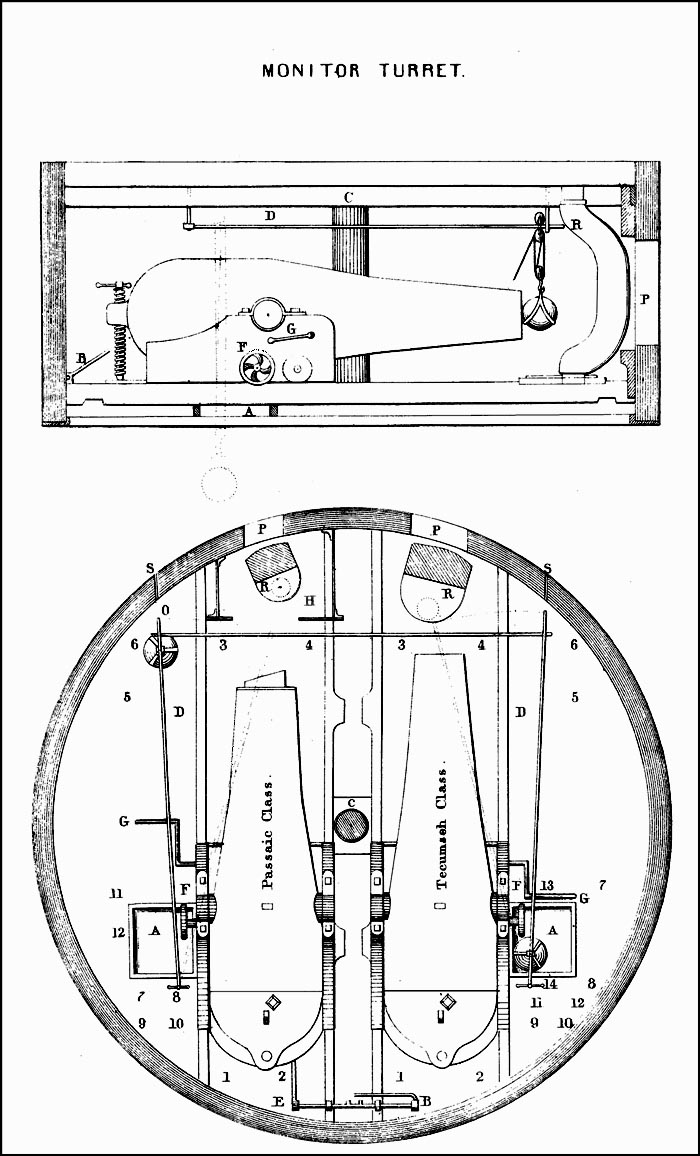
Схема расположения орудий

### Бронирование
Для бронирования были использованы слойчатые листья железа, толщиной 1 дюйм (25,4 мм). Их изготовляли на Ижорских заводах. Толщина броневого пояса составляла 127 мм, палубы 25—37 мм, рубки 203 мм. Башня орудий главного калибра бронирована листами, общей толщиной 280 мм, крыша башни — 12,7 мм.

### Главные механизмы
В качестве главных механизмов была использована одна горизонтальная двухцилиндровая паровая машина простого действия системы Хомфрейса с двумя трубчатыми котлами системы Мортона. Они производились на  заводе Берда в Санкт-Петербурге. Общая мощность составляла 460 л.с. (160 номинальных л.с. или 529 индикаторных л.с.). Полный запас угля равнялся 190 тоннам.
В качестве движителя использовался один 4-лопастной винт фиксированного шага. «Ураган» имел максимальную скорость хода 6,5 узла. Дальность плавания составляла 1440 морских миль при 6-узловом ходе. Автономность плавания при полном запасе угля равнялась 10 суткам.

### Вооружение
По первоначальному проекту на лодку были установлены два 9-дюймовых (229-мм) гладкоствольных дульнозарядных орудия Круппа образца 1864 года. С 1868 года были установлены две 15-дюймовые (380-мм) гладкоствольные чугунные пушки Олонецкого завода образца 1864 года с боекомплектом в 100 снарядов. В 1874—1875 годах монитор прошёл очередное перевооружение, и артиллерия состояла из двух 9-дюймовых 17-калибровых пушек образца 1867 года. К 1894 году в качестве вспомогательной артиллерии были установлены четыре орудия: 47-мм пушки и 37-мм револьверные пушки Гокчиса. Их разместили — три на крыше башни и одно на мостике за дымовой трубой.

## Служба
В 1890 — 1892 годах входил в состав броненосной эскадры Балтийского флота и обеспечивал оборону подступов к Кронштадту и Санкт-Петербургу.
24 июня 1900 года «Ураган», как и остальные броненосцы береговой обороны серии, были разоружены и выведены из боевого состава. После чего все они были сданы к Кронштадтскому порту на хранение и использование в хозяйственных нуждах. 31 июля этого же года Генерал-Адмирал Великий князь Алексей Александрович распорядился исключить броненосцы береговой обороны «Ураган», «Вещун», «Единорог», «Колдун», «Лава», «Латник», «Перун», «Стрелец», «Тифон» и «Броненосец» из списков флота. Соответствующий приказ по Морскому Ведомству вышел 5 августа 1900 года за номером № 134.
В 1903 году перестроена в несамоходную угольную баржу.
25 октября 1917 года перешла под контроль Красного Балтийского флота и зачислена в списки плавсредств. В апреле 1918 года оставлена в водах Финляндии.
В 1919 году сдана финским правительством на слом.

## Известные люди, служившие на корабле

### Командиры
- ??.??.1864 — 16.05.1866 — капитан-лейтенант Фесун, Николай Алексеевич
- 16.05.1866 — хх.хх.1888 — капитан-лейтенант (с 01.01.1874 капитан 2-го ранга, с 01.01.1878 капитан 1-го ранга) Жерве, Пётр Любимович
- 19.03.1890 — 27.01.1892 — капитан 2-го ранга И. И. Подъяпольский
- 14.05.1896 — 12.01.1898 — капитан 2-го ранга В. В. Игнациус

### Старшие офицеры
- ??.??.1868—13.02.1871 лейтенант С. П. Тыртов